# Batalla de Kappel
La Batalla de Kappel (en alemán: Schlacht bei Kappel) fue un enfrentamiento militar librado el 11 de octubre de 1531 entre algunos cantones católicos y protestantes de Suiza con victoria de los primeros.

## Antecedentes
Tras firmar la paz que puso fin a la guerra de 1529, continuaron las provocaciones entre ambos bandos, especialmente debido a la Confesión de fe de Augsburgo (1530) y las acusaciones de los católicos de que los zuriqueses tenían ambiciones territoriales. Posteriormente, los primeros se negaron a ayudar a las Tres Ligas (Drei Bünde) contra el Ducado de Milán, lo que Zúrich consideró una violación de la Confederación Helvética, y con apoyo de Berna decretó un embargo de alimentos contra Uri, Schwyz, Zug, Lucerna y Unterwalden. Mientras que en 1529 la Dieta Federal había logrado negociar la paz, en esta ocasión resultó imposible, entre otras causas, por el deseo de una confrontación decisiva de Ulrico Zuinglio. Presionados por el embargo, los cantones católicos declararon la guerra el 9 de octubre de 1531.

## La batalla
Los católicos reunieron sus fuerzas en Zug entre los días 8 y 10 de octubre y empezaron a avanzar siguiendo el curso del río Reuss contra las ciudades protestantes de Bremgarten y Mellingen con el propósito de llegar a Zúrich antes de que interviniera Berna. Los zuriqueses reaccionaron lentamente; solo cuando sus enemigos tomaron Hitzkirch reunieron un consejo militar, en la noche del día 10, donde los veteranos jefes militares fueron desplazados por Zuinglio. Éste ordenó una marcha apresurada hacia Kappel, llegando con sus tropas agotadas y sin esperar a sus aliados. Al mediodía del 11 de octubre, chocaron con un superior ejército católico al mando del bailío (landvogt) uranés Hans Jauch (c.1500-1568) por las alturas de la zona. Un primer ataque aliado fue rechazado por los zuriqueses y ambos bandos combatieron por las posiciones, pero después de las 18:00 los protestantes decidieron retirarse y esto animó a sus enemigos a atacar. Finalmente, el flanco derecho de los zuriqueses colapsó y toda la fuerza terminó por seguirlos en la fuga, quedando atrapados en una zona pantanosa cercana. La persecución no cesó hasta el anochecer.

## Consecuencias
Zuinglio murió en la batalla junto a cientos de sus seguidores. Entre los días 15 y 21, Berna y otros cantones protestantes enviaron un ejército a Baar para proteger la ciudad, mientras que los vencedores acamparon en el monte Zugerberg. Con los zuriqueses sobrevivientes, 5.000 protestantes decidieron apoderarse de Sihlbrugg y Menzingen para cortar las comunicaciones de los católicos con sus cantones originarios, pero su marcha fue lenta por la indisciplina de su hueste. En la noche del 23 y 24 de ese mes estaban en Gubel, una colina cerca de Menzingen, cuando una pequeña fuerza católica de Ägeri atacó su campamento por sorpresa y los puso en fuga siguiendo el Reuss. El 3 de noviembre llegaban a Bremgarten, dejando a Zúrich sin protección. Otros 600 protestantes habían muerto.
La Segunda Paz Territorial (Zweiter Landfrieden) dio prioridad a los católicos en los terrenos comunes, pero los cantones protestantes pudieron seguir como estaban, a excepción de las estratégicas Freiamt y Sargans, que fueron recatolizadas a la fuerza. Las tensiones entre ambas comunidades religiosas traerían nuevos conflictos, pero la hegemonía católica se mantendría hasta la Segunda guerra de Villmergen en 1712.